# Dieter Hennig (Althistoriker)
Dieter Hennig (* 19. Mai 1940 in Tilsit) ist ein deutscher Althistoriker.
Nach dem Studium an der Ludwig-Maximilians-Universität München wurde er dort 1966 mit der Dissertation Untersuchungen zur Bodenpacht im ptolemäisch-römischen Ägypten bei Siegfried Lauffer promoviert. Nach der Habilitation an der Universität Regensburg (1975) wurde er dort 1982 zum außerplanmäßigen Professor ernannt. Hennig war Wissenschaftlicher Direktor an der Kommission für Alte Geschichte und Epigraphik des Deutschen Archäologischen Instituts. 2005 trat er in den Ruhestand.
Zu seinen Forschungsschwerpunkten gehören antiker Städte- und Straßenbau, Immobilienbesitz und die Überwachung der Wüstengrenzen und Karawanenwege im ptolemäischen Ägypten.

## Schriften (Auswahl)
- L. Aelius Seianus. Untersuchungen zur Regierung des Tiberius. Beck, München 1975, ISBN 3-406-04791-2.
- Untersuchungen zur Bodenpacht im ptolemäischrömischen Ägypten. Phil. Diss. München 1967.